# Зоделава, Вано
Вано́ (Ива́н) Иванович Зодела́ва (груз. ივანე ზოდელავა; 2 мая 1957 года, Тбилиси, Грузинская ССР — 5 февраля 2019 года, Тбилиси, Грузия) — грузинский государственный и политический деятель, мэр Тбилиси с 10 августа 1998 года по 19 апреля 2004 года.

## Биография
Родился 2 мая 1957 года в Тбилиси. Родители — инженер Иван Самсонович Зоделава и Нина Авксентьевна Жвания, заместитель председателя горисполкома Тбилиси.

### Образование
Получил образование в Тбилисском государственном университете в 1978 году, где окончил инженерно-экономический факультет, в дальнейшем там же окончил аспирантуру.

### Карьера
С 1981 года находился на комсомольской работе, с 1985 по 1988 год был первым секретарём Орджоникидзевского райкома комсомола г. Тбилиси, с 1988 по 1990 год — инструктором Тбилисского городского комитета КП ГССР, с 1990 по 1991 год являлся секретарём Орджоникидзевского райкома КП ГССР г. Тбилиси.
С 1991 по 1996 был главой совместного грузинско-американского предприятия, с 1996 по 1997 год был начальником столичной налоговой инспекции.
С 1997 по 1998 год был мэром города Поти, с 10 августа 1998 года по 19 апреля 2004 года занимал должность мэра Тбилиси.

### Авария и смерть
В ночь на 22 июля 2017 года, возвращаясь из Азербайджана, попал в ДТП, в результате которого получил тяжёлые травмы, в течение последующих полутора лет находился в Первой клинической больнице в Тбилиси в бессознательном состоянии и 5 февраля 2019 года скончался, так и не выйдя из комы.